# Natalissimidae
Natalissimidae zijn een uitgestorven familie van tweekleppigen uit de orde Pectinida.